# Buitenplaats Berghuis
Buitenplaats Berghuis is een buitenplaats met landhuis in de Noord-Hollandse plaats Naarden. Het huidige landhuis dateert uit 1913 en is erkend als rijksmonument.

## Geschiedenis
Oorspronkelijk werd de buitenplaats Berghuis in de 17e eeuw gesticht. Aan het einde van de 18e eeuw werd de buitenplaats uitgebreid aan de zuidzijde.
In 1814 werd de buitenplaats vernietigd door Franse bezetters van Naarden Vesting. Grootgrondbezitter J.P. van Rossum liet daarna de buitenplaats in Engelse landschapsstijl herscheppen. Het op de oorspronkelijke locatie in opdracht van het echtpaar Dudok van Heel-Kuhn in 1913 gebouwde landhuis is ontworpen door architect C.J. Kruisweg in nieuw-historische trant met Engelse landhuisstijlinvloeden.

## Trivia
Er is een vermoeden dat Comenius, die naar een 'Patmos' verlangde, de buitenplaats heeft bezocht.